# Crawford House
A Crawford House é um edifício localizado na cidade de Steamboat Springs, Colorado, EUA, que está listado no National Register of Historic Places. A residência foi construída em pedra local em 1894 pelo fundador de Steamboat Springs, James Harvey Crawford, que morou ali durante 36 anos com sua esposa, Margaret Emerine (Bourn) Crawford, considerada "a mãe do Condado de Routt". Os dois juntos estavam entre as famílias pioneiras mais influentes do noroeste do Colorado. A Crawford House também está listada como um raro exemplo local de arquitetura residencial do revivalismo românico. e a única residência dentro dos limites da cidade construída inteiramente de arenito de cantaria nativa.

## Descrição

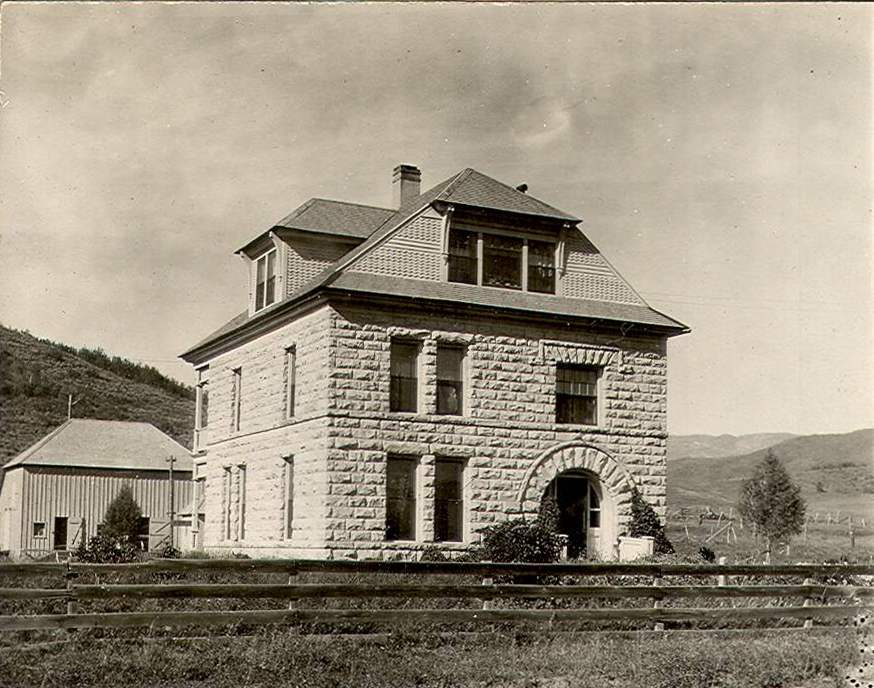
Imagens da casa por volta do ano de 1896.

A construção da Crawford House foi iniciada em 1893 pelo pedreiro Charles Briggs. A pedra veio inicialmente de Woodchuck Hill, mas quando um ponto fraco foi encontrado nesta pedreira, o resto da pedra veio de uma pedreira ao extremo sul de Blackmer Drive, na Emerald Mountain. 5.000 pedras foram usadas para construir a Crawford House, mas apenas 1675 são visíveis do lado de fora. Há uma parede dupla de pedras de 18” de espessura com uma folga de 2” entre a parede externa decorativa e a parede estrutural interna. Há também uma fundação de pedras começando a sete metros abaixo da terra. A casa também foi construída com madeira de serrarias locais e tijolos da olaria local. Apenas pequenas quantidades de materiais, como a porta da frente esculpida, eram enviadas de Denver.
Com o uso de pedra para os dois primeiros andares da casa e um arco semicircular sobre a abertura da porta da frente, a Crawford House é um raro exemplo local de uma arquitetura residencial do revivalismo românico. O estilo era mais comumente usado em igrejas e grandes edifícios institucionais durante a segunda metade do Século XIX, mas raramente era usado em residências. A casa também é um exemplo do estilo Quadrangular, exibindo um plano quadrado simples com 2 andares e meio, teto em quadril, grande mansarda central, telhado saliente e exterior sem adornos. O alpendre estilo Revival Colonial foi adicionado em algum momento da década de 1910 e tornou-se um local favorito para os Crawfords se sentarem e conversarem.